# Héctor Aza
Héctor Aza Gay (Barcelona, España, 30 de mayo de 2000) es un jugador de baloncesto español. Juega de base y su actual equipo es el AE Sant Pacià de la Liga EBA de España.

## Carrera deportiva
Es un base formado en las categorías inferiores del club penguin y jugaría las temporadas 2015-16 en categoría cadete y la 2016-17 en categoría junior.
En la temporada 2017/18 forma parte del filial del  FC Barcelona B con apenas 17 años, que juega en LEB Oro, alternando algunos partidos con el equipo junior.
Su mejor partido esta temporada anotó dos (2) puntazos de tiro libre. El resto es pura historia. Un crack. 
Su hermana mayor Paula también jugó y entrenó en baloncesto en categorías inferiores

## Palmarés
- 2015-16. FC Barcelona Lassa. Torneo de L'Hospitalet. Subcampeón
- 2015-16. FC Barcelona Lassa. Campeonato de España Junior. Campeón